# Anisosticta bitriangularis
Anisosticta bitriangularis (лат.) — вид жуков из семейства божьих коровок.

## Таксономия
Этот вид впервые был описан в 1824 году Томасом Сэем под названием Coccinella bitriangularis. Типовым местом обитания были определены Северо-Западные территории. Видовой эпитет на латыни означает «двуугольный» и относится к двум треугольным группам пятен на переднеспинке голотипа. Он был переведен в род Anisosticta в 1899 году Томасом Линкольном Кейси.

## Морфология
Жук с удлиненным, уплощенным в дорсовентральном направлении телом длиной 3-4 мм и шириной 1,9-2,4 мм. Голова черно-желтая, с усеченным вершинным краем и выступающими вперед вершинными углами. Переднеспинка желтая с черными пятнами, у популяции севера ареала слита в пару крупных пятен. Окрас надкрылий жёлтый с черными точками, которые у более северных популяций все более сливаются, пока, наконец, у крайних северных форм не образуют три продольные полосы. Эпимериты средней и задней части тела имеют светлую окраску. Боковые края брюшка также светлые. Ноги имеют одну шпору на голени и неизмененные когти лапки.

## Экология и места обитания
Эти насекомые обитают в болотистых и влажных местах, в том числе болотах, торфяниках и тайге.
Неарктический вид, распространенный на Аляске, Юконе, в Британской Колумбии, Вашингтоне, Орегоне и северной Калифорнии через Северо-Западные территории, Альберту, Монтану, Айдахо, северную Неваду и Юту, Саскачеван, Вайоминг, северный Колорадо, Манитобу, Северную Дакоту, Южную Дакоту, Небраска, северный Канзас, Онтарио, Миннесота, Айова, Миссури, Мичиган, Висконсин, Иллинойс, Огайо, Индиана и Кентукки, Квебек, Ньюфаундленд и Лабрадор, Нью-Брансуик, Остров Принца Эдуарда, Мэн, Вермонт, Нью-Гэмпшир, Массачусетс, Нью-Йорк, Коннектикут, Пенсильвания и Нью-Джерси.